# Bruce Cockburn
Bruce Douglas Cockburn (Ottawa, 27 maggio 1945) è un cantautore canadese.
Il suo stile, con il personalissimo modo di suonare la chitarra, fonde generi come pop, folk, rock e jazz.
Le liriche sono ispirate dalla sua visione umanistica e metafisica della vita vicina all'etica cristiana.
Cockburn ha scritto più di 300 canzoni pubblicate su una trentina di album, una carriera che dura da oltre 50 anni. Venti album sono stati premiati in Canada con il disco d'oro o la certificazione di platino e ha venduto quasi un milione di album solamente in Canada.
Nel 2014 Cockburn ha pubblicato un libro autobiografico, Rumours of Glory: a memoir.

## Biografia
Bruce Cockburn Nasce a Ottawa nel 1945 e comincia ben presto a studiare pianoforte e sperimentare sulla chitarra la passione per il jazz e il blues. Dopo aver studiato tromba e clarinetto al Berklee College of Music, dove è oggi dottore onorario dal 2007, nel 1967 si unisce al gruppo canadese The Esquires e in seguito fonda altri gruppi insieme a Marty Fisher e Gordon MacBain, registrano diversi brani ed effettuano spettacoli dl vivo aprendo anche concerti di Jimi Hendrix e dei Cream.
Nel 1970 Cockburn intraprende la carriera solista e pubblica il primo album omonimo, scegliendo la strada di suoni più acustici. Da lì in poi sarà una lunga carriera a segnalarlo tra i più importanti cantautori canadesi: venti dischi d'oro e di platino, dieci Juno Awards testimoniano le sue conquiste commerciali ma è in dischi come Sunwheel Dance, Night Vision, Salt, Sun and Time, In the Falling Dark o Humans che il suo personale melting pot di rock'n'roll, folk, jazz e canzone d'autore trova la sua migliore sintesi che comprende anche liriche spesso e volentieri legate alla realtà e ai problemi sociali. 
Dopo un breve e poco fruttuoso periodo con la Columbia records, nonostante la pubblicazione di un buon album come Nothing but a Burning Light, nel 1997 firma un contratto con la Rykodisc per la quale escono l'album dal vivo The Charity of Night e due anni dopo Breakfast in New Orleans,  Dinner in Timbuktu a confermare una rinnovata e intensa vitalità. 
All’inizio del 2002 Cockburn pubblica la raccolta di singoli con due inediti Anything Anytime, Anywhere: Singles 1979-2002, seguito della raccolta pubblicata alla fine degli anni ’80 intitolata Waiting for a Miracle e dedicata al periodo 1970-1987. 
Nel 2003 esce You’ve Never Seen Everything seguito un paio d’anni dopo dal disco Speechless, interamente strumentale. Nel 2006 esce l'album Life Short Call Now.

## Discografia

### Album in studio
- 1970 - Bruce Cockburn
- 1971 - High Winds, White Sky
- 1972 - Sunwheel Dance
- 1973 - Night Vision
- 1974 - Salt, Sun and Time
- 1975 - Joy Will Find a Way
- 1976 - In the Falling Dark
- 1978 - Further Adventures Of...
- 1979 - Dancing in the Dragon's Jaws
- 1980 - Humans
- 1981 - Inner City Front
- 1983 - The Trouble with Normal
- 1984 - Stealing Fire
- 1986 - World of Wonders
- 1989 - Big Circumstance
- 1991 - Nothing but a Burning Light
- 1993 - Christmas
- 1994 - Dart to the Heart
- 1996 - The Charity of Night
- 1999 - Breakfast in New Orleans, Dinner in Timbuktu
- 2003 - You've Never Seen Everything
- 2005 - Speechless
- 2006 - Life Short Call Now
- 2011 - Small Source of Comfort
- 2017 - Bone On Bone
- 2019 - Crowing Ignites
- 2023 - O Sun O Moon

### Album dal vivo
- 1977 - Circles in the Stream
- 1990 - Bruce Cockburn Live
- 1997 - You Pay Your Money and You Take Your Chance
- 2002 - Bruce Cockburn's Live on World Cafe (Ripubblicato nel 2002-2003 con tracce bonus)
- 2009 - Slice O Life - Solo Live

### Raccolte
- 1981 - Resume (Pubblicato solo negli Stati Uniti)
- 1981 - Mummy Dust (Inizialmente pubblicato solo in Canada)
- 1985 - Rumours of Glory (Pubblicato solo in Germania)
- 1987 - Waiting for a Miracle: Singles 1970–1987 (Versione Canadese in due dischi, versione USA in un disco)
- 1990 - If a Tree Falls (Pubblicato solo in Australia)
- 2002 - Anything Anytime Anywhere: Singles 1979–2002
- 2021 - Greatest Hits 1970-2020

### DVD
- 2005 - Bruce Cockburn Full House 1986 Hamburg TV show
- 2013 - Bruce Cockburn Pacing the Cage: The Feature Documentary